# Iglesia de San Antonio Abad (Rafelbuñol)

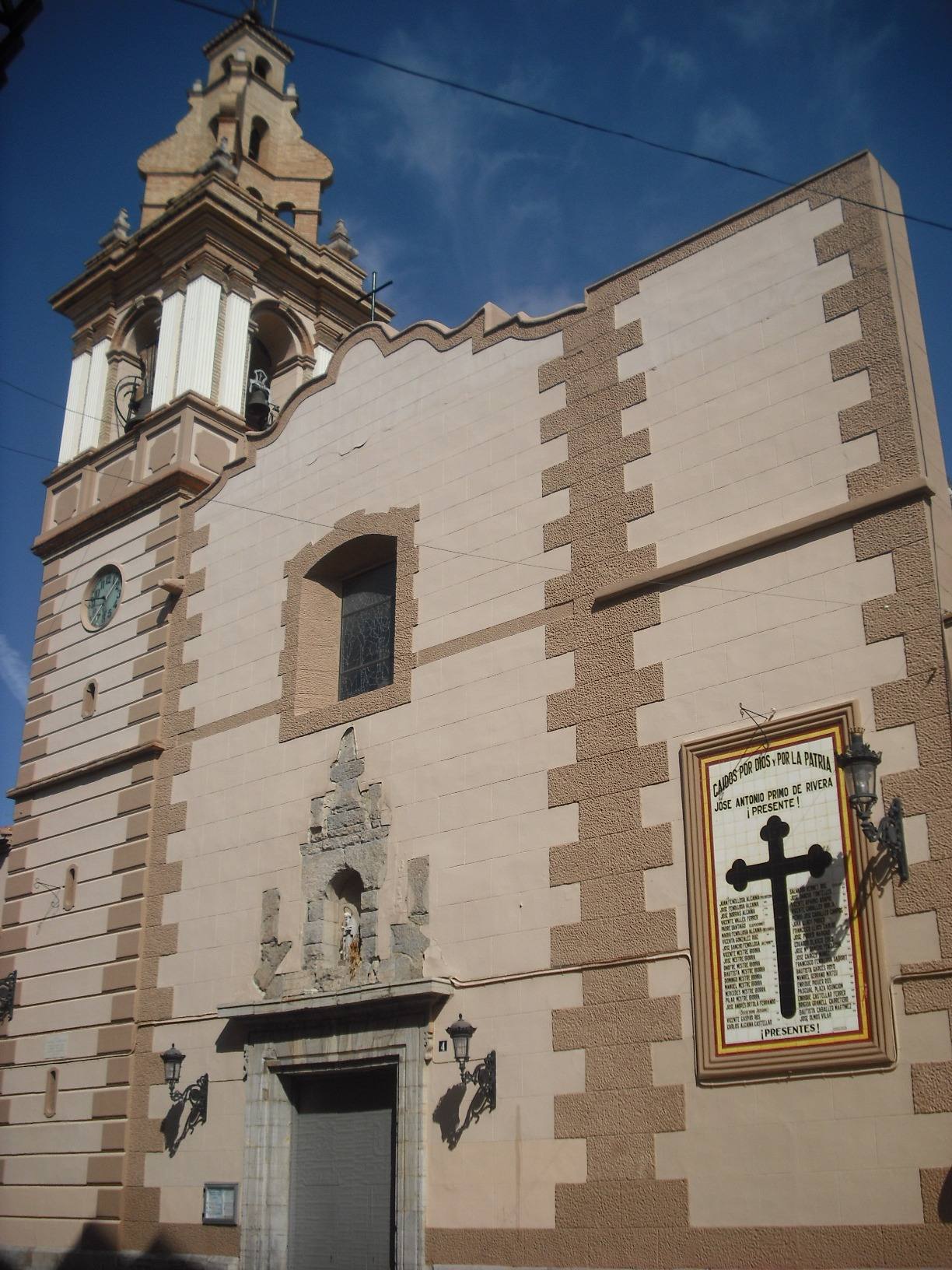
Iglesia de San Antonio Abad

La iglesia parroquial de San Antonio Abad en Rafelbuñol (Provincia de Valencia, España) data del siglo XV.

## Historia
El dueño territorial D. Raimundo Escorna, instigado por los cristianos que vivían en su alquería de Rafelbunyol, por escritura del 11 de octubre de 1289, manda edificar una Iglesia y altar en honor de San Antonio de Vianesco.
En 1491, a instancia de Pedro Exarch, dueño por estas fechas de Rafelbunyol, el Papa Inocencio VII expidió en Roma una Bula por la que se erigía en Parroquia Independiente.
El 1 de marzo de 1492 se efectuó el acto solemne de la elección Parroquial. Esta Iglesia se mantendrá hasta 1750 en que comienza la construcción de la actual Iglesia. Hay que destacar que el campanario se construyó casi cincuenta años antes que la Iglesia y es completamente independiente de la misma, hecho que a simple vista no se aprecia.
La primera piedra para la construcción de la Iglesia se colocó el 19 de marzo de 1750, jueves, a las tres de la tarde, siendo procurador del Marqués de Belgida, Mossén Juan Tornet y párroco, Gabriel Cortell.
La Iglesia, en su forma externa, ha mantenido hasta la actualidad la misma estructura, pero en el interior ha variado un poco, sobre todo el altar mayor. Las causas debemos buscarlas en la guerra civil española. Durante esta época, la Iglesia fue utilizada como "Economato" por parte del bando republicano y fue destruida interiormente casi en su totalidad, dejando el altar mayor solamente con la pared del fondo.

## Descripción
La primitiva Iglesia era de una sola nave. Cuatro arcos de diafragma recibían la carga del tejado moruno; en el primero de los arcos se abría la puerta principal de entrada y estaba terminado por unos adornos piramidales rematados por el "Tau" o cruz de San Antonio Abad.
La construcción de la Iglesia Parroquial data de 1750. En ella se encuentran algunas características del Barroco Valenciano y dentro de estas, ciertas influencias del matemático Toscà.
Se trata de una construcción formada por una nave central en forma de cruz latina, capillas laterales comunicadas por arcos amplios, el crucero notablemente remarcado mediante una cúpula o media naranja octogonal iluminada cenitalmente, lo que le confiere una mayor luminosidad. El presbiterio de cabecera recta con dependencias a ambos lados (Sagrario y Sacristía). Además de la iluminación de la cúpula, la nave central se encuentra también iluminada cenitalmente.
El altar mayor estaba realizado con piedra negra del Cabes Bort y de Sagunto. Fue obra de Juan Gisart y destruido durante la Guerra Civil. El actual altar mayor, se construyó en 1941. No tenía púlpitos; éstos se encontraban en la primera columna del crucero y fueron trasladados al presbiterio alrededor de los años '50.
En la actualidad, el interior de la Iglesia se conserva tal y como se construyó, a excepción de la reconstrucción del altar en 1941 y la reciente construcción del coro encima de la cancela. La fachada de un solo cuerpo hecha de piedra con cornisa mixtilínea con una puerta central coronada por una hornacina que alberga la imagen del titular de la Parroquia, San Antonio Abad.
La cúpula, en su parte externa, se encuentra decorada con el clásico ladrillo azul valenciano.
El campanario, realizado en 1705, está formado por una torre rematada por un cuerpo de campanas y la linterna. Entre ambos, hay un cuerpo central compuesto de contrafuertes de perfil rectangular. Fue reconstruido a principios de los años 1980, debido a su estado de deterioro.